# Arquebisbat de la Mare de Déu a Moscou
L' Arquebisbat de la Mare de Déu de Moscou (rus: Архиепархия Матери Божией в Москве, llatí: Archidioecesis Moscoviensis Matris Dei) és una seu metropolitana de l'Església Catòlica a Rússia. El 2016 tenia 70.000 batejats sobre una població de 58.800.000 habitants. Actualment està regida per l'arquebisbe Paolo Pezzi, F.S.C.B.

## Territori
L'arxidiòcesi comprèn un vast territori comprès a la part centro-septentrional de la Rússia europea.
La seu arxiepiscopal és la ciutat de Moscou, on es troba la catedral de  Immaculada Concepció.
El territori s'estén sobre 2.629.000 km², i està dividit en 62 parròquies.

## Història
L'administració apostòlica de Moscou dels Llatins va ser erigida el 13 d'abril de 1991 mitjançant la butlla Providi quae Decessores del papa Joan Pau II, prenent el territori a l'arxidiòcesi de Mahiliou i de la diòcesi de Tiraspol.
El 23 de novembre de 1999 va cedir una part del seu territori en benefici de l'establiment de l'administració apostòlica de la Rússia Meridional Europea (actual diòcesi de Sant Climent a Saràtov) i al mateix temps va assumir el nom d'administració apostòlica de la Rússia Europea Septentrional.
L'11 de febrer de 2002, en virtut de la butlla Russiae intra fines del mateix Joan Pau II, l'administració apostòlica va ser elevada al rang d'arxidiòcesi metropolitana i va prendre el seu nom actual.

## Cronologia episcopal
- Tadeusz Kondrusiewicz (13 d'abril de 1991 - 21 de setembre de 2007 nomenat arquebisbe de Minsk-Mahiliou)
- Paolo Pezzi, F.S.C.B., des del 21 de setembre de 2007

## Estadístiques
A finals del 2016, la diòcesi tenia 70.000 batejats sobre una població de 58.800.000 persones, equivalent al 0,1% del total.
| any  | població | població   | població | sacerdots | sacerdots       | sacerdots       | sacerdots             | diaques | religiosos | religiosos | parròquies |
| ---- | -------- | ---------- | -------- | --------- | --------------- | --------------- | --------------------- | ------- | ---------- | ---------- | ---------- |
| any  | batejats | total      | %        | total     | clergat secular | clergat regular | batejats por sacerdot | diaques | homes      | dones      |            |
| 1999 | 200.000  | 58.820.000 | 0,3      | 91        | 37              | 54              | 2.197                 | 2       | 82         | 115        | 61         |
| 2001 | 200.000  | 58.820.000 | 0,3      | 109       | 51              | 58              | 1.834                 | 2       | 89         | 115        | 56         |
| 2002 | 200.000  | 58.820.000 | 0,3      | 122       | 57              | 65              | 1.639                 | 1       | 96         | 123        | 58         |
| 2003 | 200.000  | 58.820.000 | 0,3      | 132       | 60              | 72              | 1.515                 | 1       | 15         | 108        | 63         |
| 2004 | 200.000  | 58.820.000 | 0,3      | 137       | 66              | 71              | 1.459                 | 1       | 108        | 129        | 63         |
| 2013 | 200.000  | 58.800.000 | 0,3      | 123       | 47              | 76              | 1.626                 | 1       | 114        | 116        | 62         |
| 2016 | 70.000   | 58.800.000 | 0,1      | 117       | 48              | 69              | 598                   | 1       | 104        | 98         | 62         |